# جب كاس
جب كاس  قرية سوريّة تتبع إداريّاً لمحافظة حلب منطقة جبل سمعان ناحية الزربة، بلغ تعداد سكانها 2,161 نسمة حسب التعداد السكاني لعام 2004.